# Joe Boyd

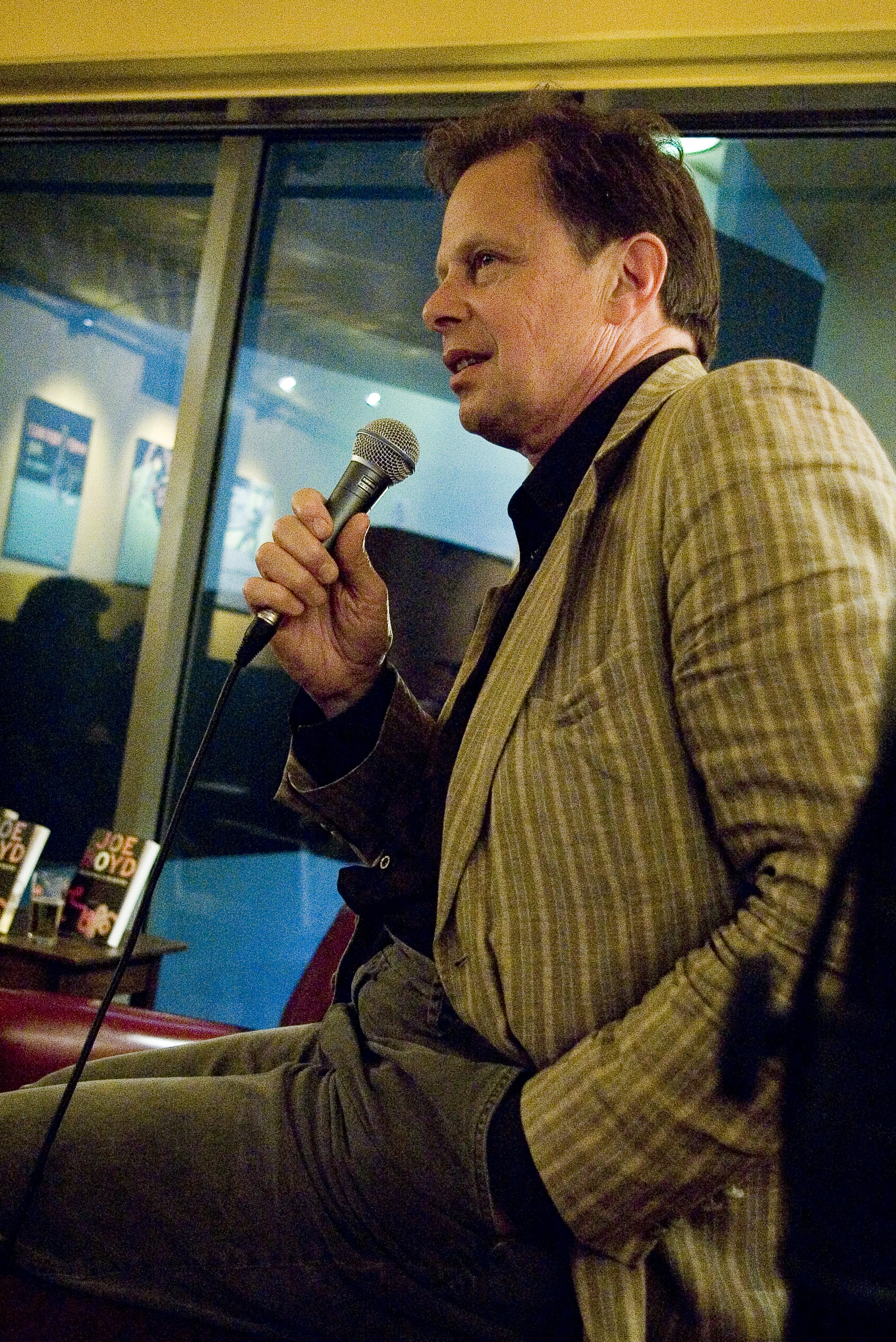
Joe Boyd in 2008 in het AB Café in Brussel

Joe Boyd (Boston, 5 augustus 1942) is een Amerikaans muziekproducer en voormalige eigenaar van productiebedrijf Witchseason. Hij was een van de oprichters van de UFO Club in Londen, Tottenham Court Road, waar psychedelische rock werd gespeeld door bands als Pink Floyd en Soft Machine. Hij produceerde de eerste platen van Eric Clapton en Pink Floyd en was stage manager op het Newport Folk Festival van 1965, waar Bob Dylan zijn eerste elektrisch versterkte optreden hield.
Boyd speelde een belangrijke rol in het lanceren van de carrières van Nick Drake, Fairport Convention, en The Incredible String Band. Hij (co-)produceerde albums van R.E.M., 10,000 Maniacs, Billy Bragg, Nico, Richard Thompson en vele anderen. Ook richtte hij een eigen platenlabel op: Hannibal Records.
Boyd (co-)produceerde albums voor onder andere de volgende artiesten:
- 10,000 Maniacs
- Billy Bragg
- Damir Imamović
- Fairport Convention
- Ivo Papasov
- Jimi Hendrix
- June Tabor
- Kate & Anna McGarrigle
- Loudon Wainwright III
- Maria Muldaur
- Maya Youssef
- Nick Drake
- Nico
- Pink Floyd
- R.E.M.
- Richard Thompson
- Richard & Linda Thompson
- Shirley Collins
- Soft Machine
- The Albion Band
- Toots & the Maytals
- Toumani Diabaté